# Else-Marie van den Eerenbeemt
Else-Marie van den Eerenbeemt ('s-Hertogenbosch, 17 februari 1946) is een Nederlandse familietherapeut.

## Levensloop
Else-Marie van den Eerenbeemt is familietherapeut, docent gezinsbehandeling aan de Hogeschool van Amsterdam en onderzoeker op het gebied van familiebetrekkingen. Verder geeft ze lezingen en workshops. Ook trad ze op in tv-programma's als Soeterbeeck, Villa Felderhof, Het Elfde Uur en Angela & Co. Van 1990 tot 1997 verzorgde Van den Eerenbeemt samen met Nelly Bakhuizen, Roefke Carmiggelt-Polak en de psychiater Iván Böszörményi-Nagy aan de Hogeschool van Amsterdam een masterclass contextuele therapie. 
In 2005 werd Van den Eerenbeemt ambassadeur van de Stichting Zwerfjongeren Nederland. Ze is tevens ambassadeur van WorldGranny, een non-profitorganisatie die zich inzet voor ouderen wereldwijd.

## Publicaties
- 1983: Balans in beweging: Ivan Boszormenyi-Nagy en zijn visie op individuele en gezinstherapie (samen met Ammy van Heusden) (ISBN 90 6020 650 9)
- 1995: Alle dochters!: drie generaties vrouwen en hun familiekwesties (ISBN 90 6020 747 5)
- 2003: De liefdesladder: over familie en nieuwe liefdes (ISBN 978 90 6305 317 8)
- 2008: Door het oog van de familie: liefde, leed en loyaliteit